# Place des tours
La place des tours (en estonien : Tornide väljak), anciennement place des Expositions (en estonien : Näituse väljak), place Stalingrad (en estonien : Stalingradi väljak) est un parc dans le quartier de Vanalinn à Tallinn en Estonie,.

## Présentation
La place des tours est bordée par les rues Suurtüki tänav, Rannamäe tee, Nunne tänav, la Suur-Kloostri tänav et les remparts de Tallinn, dans lesquels se trouvaient des tours de guet et de défense médiévales, dont certaines ont survécu jusqu'à nos jours : la tour Köismäe, la tour Lippe, tour Loewenschede, la tour derrière les Nonnes, la tour au pied d'or et la tour du sauna. 
La place doit son nom au fait que les sept tours des remparts de Tallinn sont visibles depuis la place.
La place des tours tient son nom des sept tours des remparts du Moyen Âge qui la bordent sur un côté, mais aussi du fait qu’un grand nombre des clochers des églises de Tallinn y sont visibles. 
Au Moyen Âge, l'endroit est appelé Nunnakopli car il appartient au couvent des nones cisterciennes, qui était situé dans les bâtiments de l'actuel Lycée Gustav Adolf (et).
Au XVIe siècle, cependant, des terrassements sont réalisés sur la place des tours et un fossé a été creusé.
Au milieu du XIXe siècle, les fortifications ont perdu leur importance militaire. 
En 1864, le fossé est comblé à cet endroit et la zone est utilisée pour fournir le foin des animaux de trait. 
En 1931-1933, la place est transformée en un parc municipal, dont la rénovation a été entreprise en 1990. 
En 1936,  on y installe une fontaine avec une belle sculpture du sculpteur de Juhan Raudsepp (et) nommée la Femme au bassin. 
Aujourd'hui, la zone verte fleurie est devenue un parc ombragé.
On y trouve maintenant des aires de jeux pour les enfants et des terrains de sport.

## Galerie

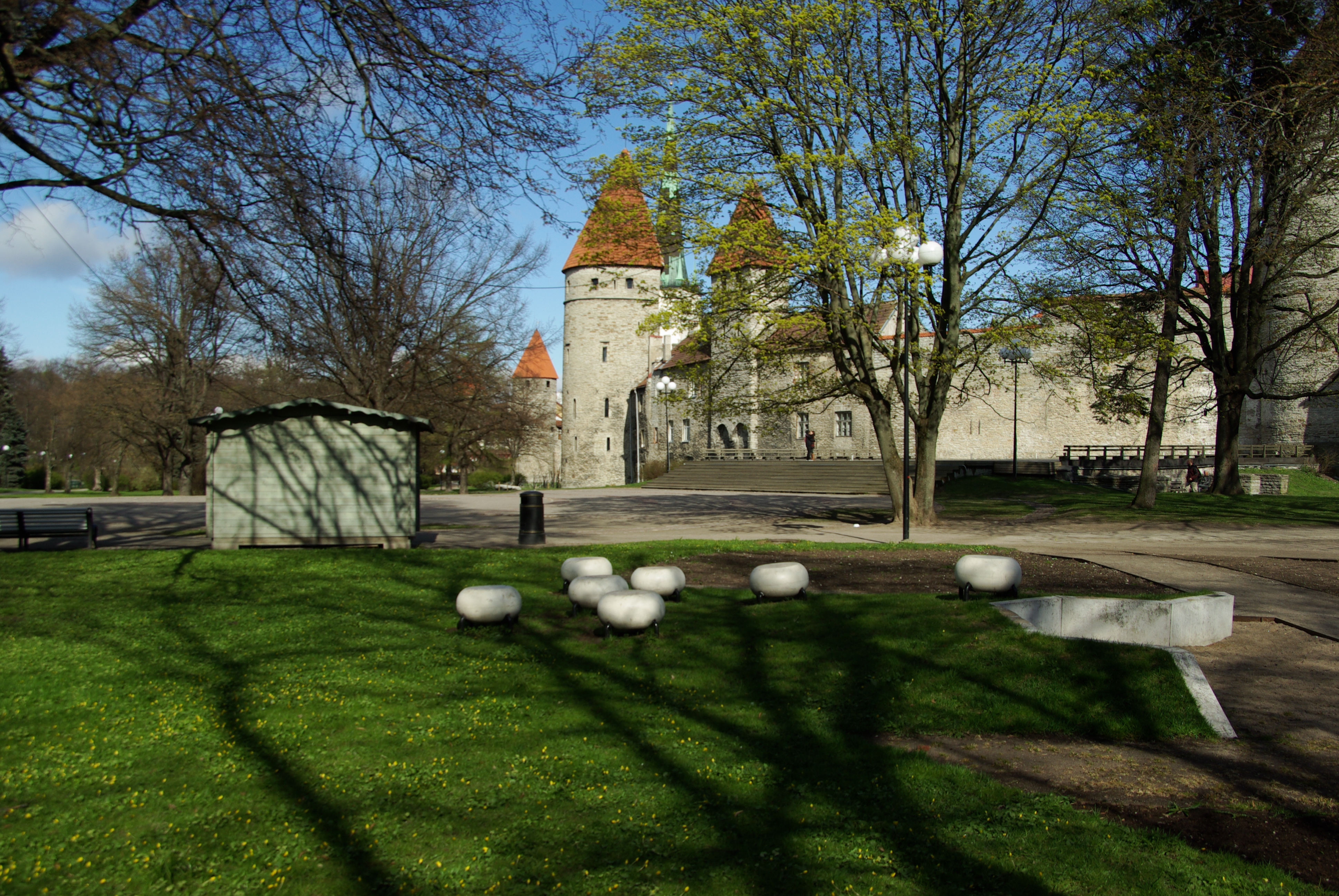
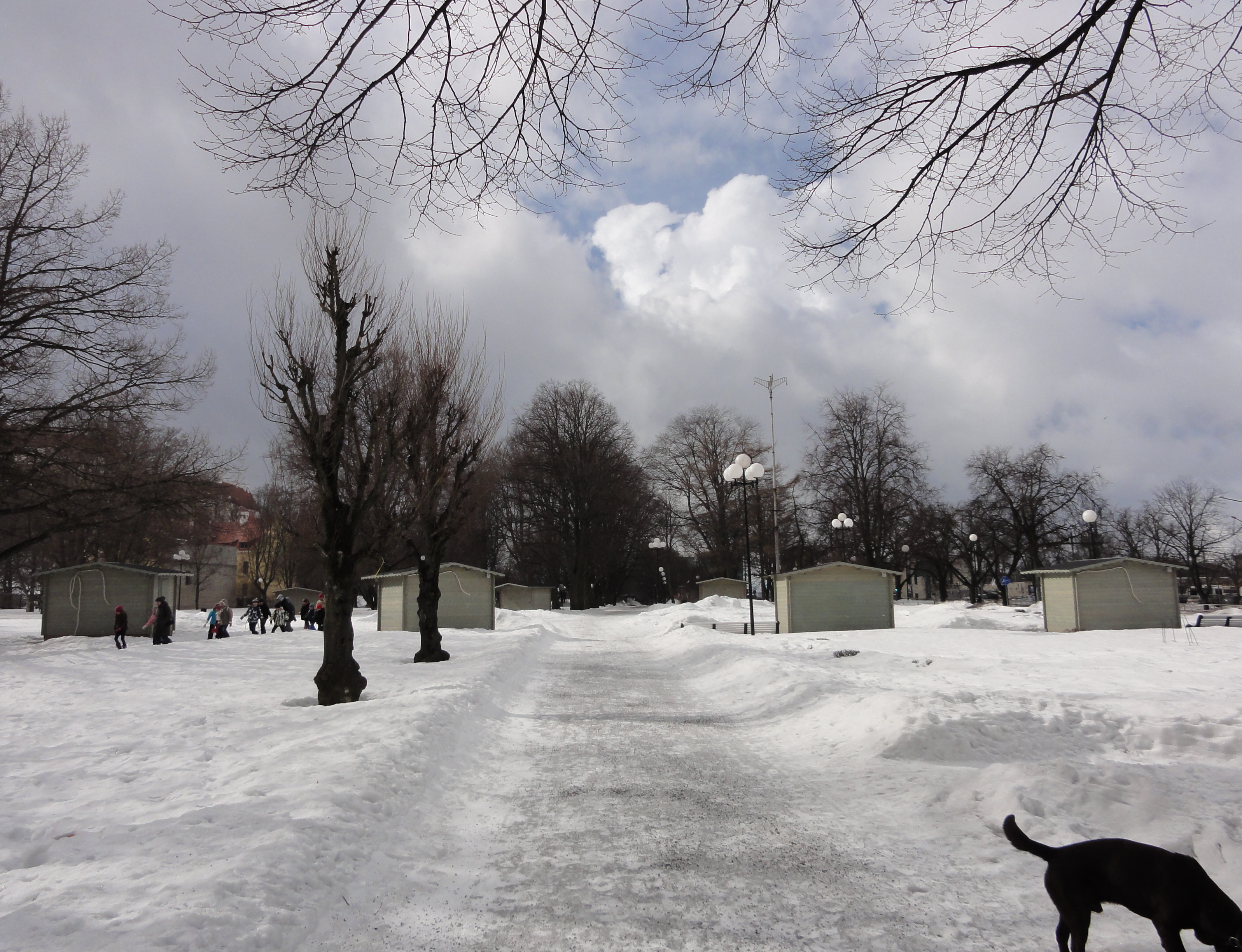
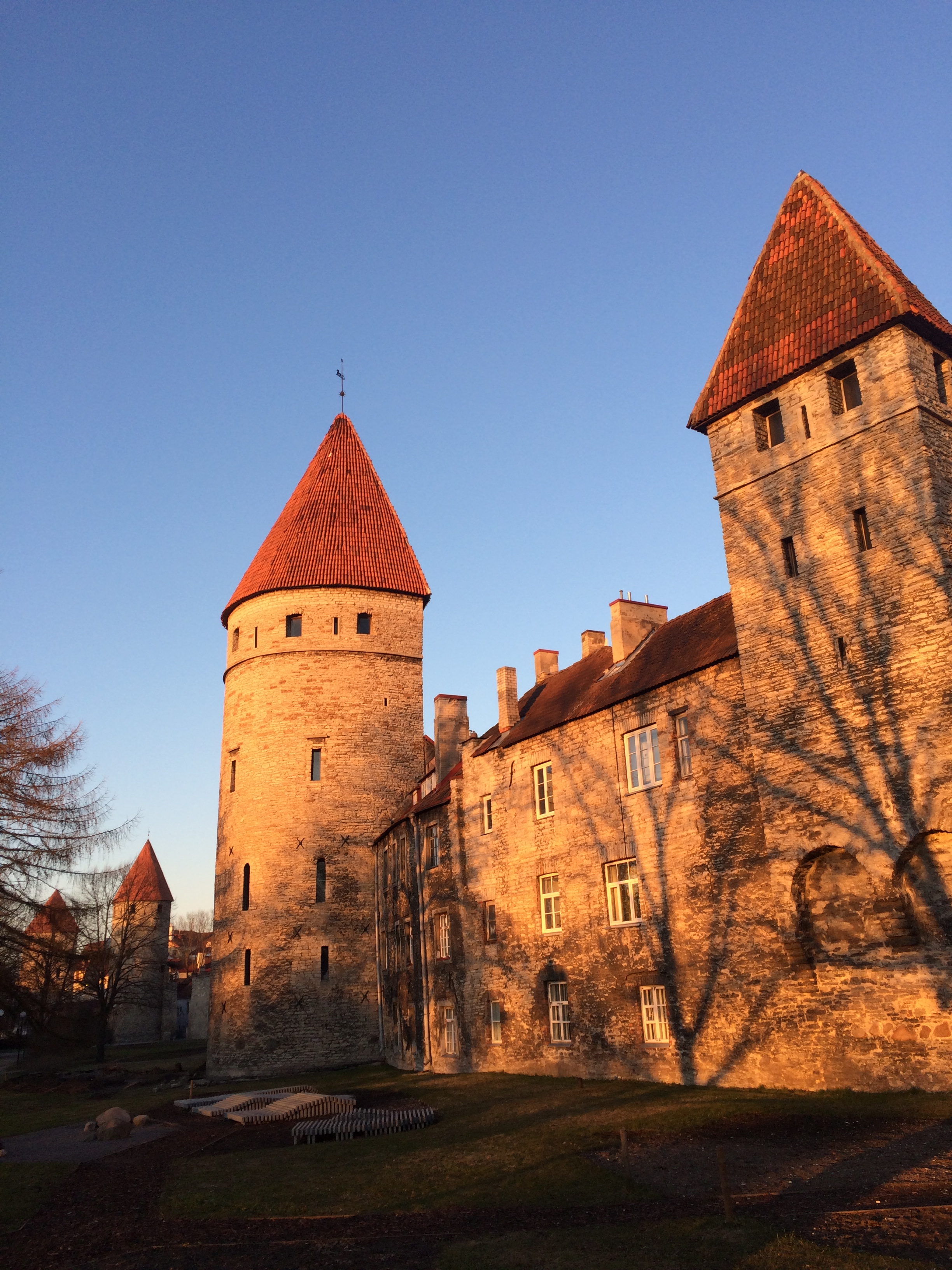
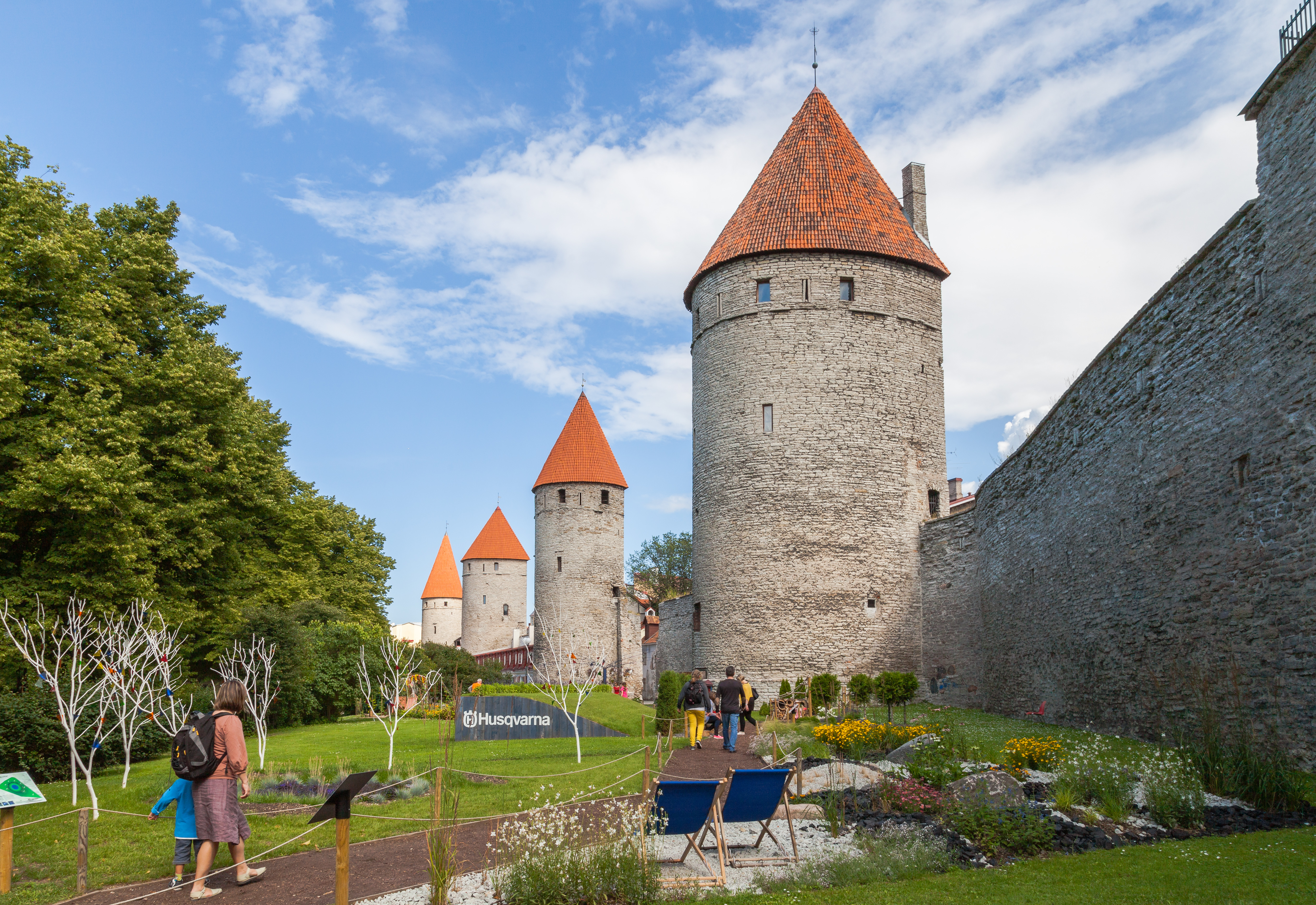

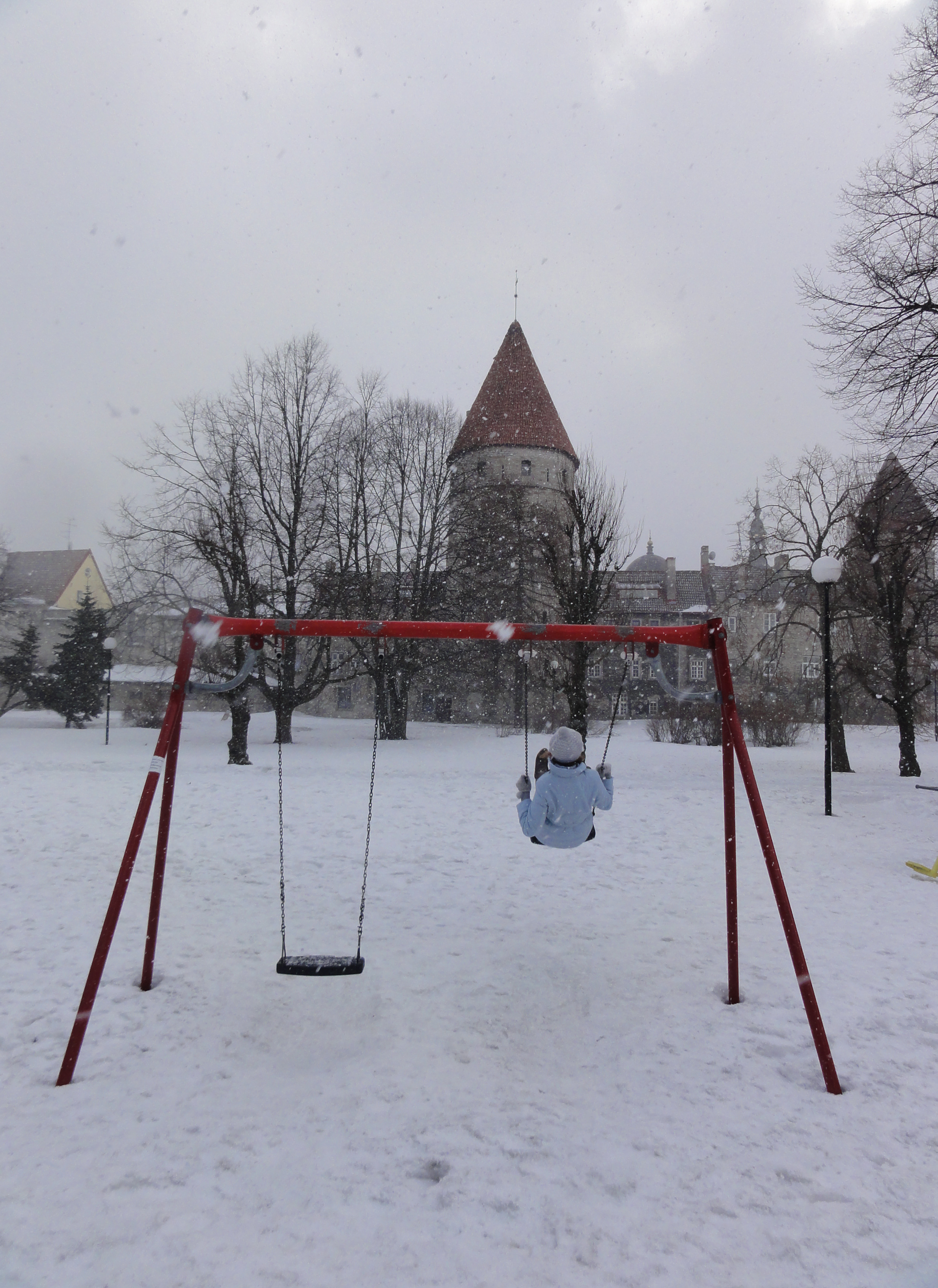
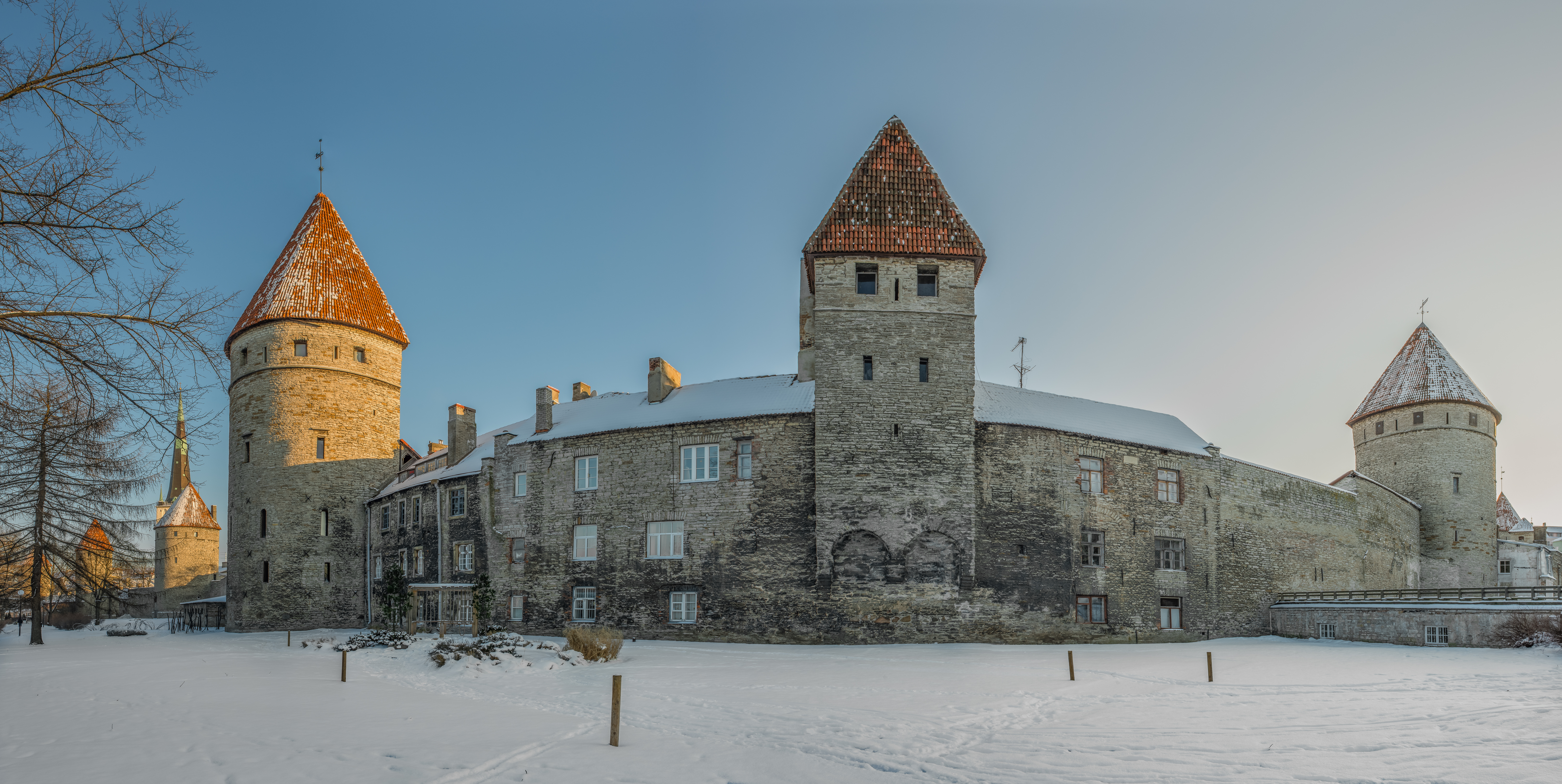
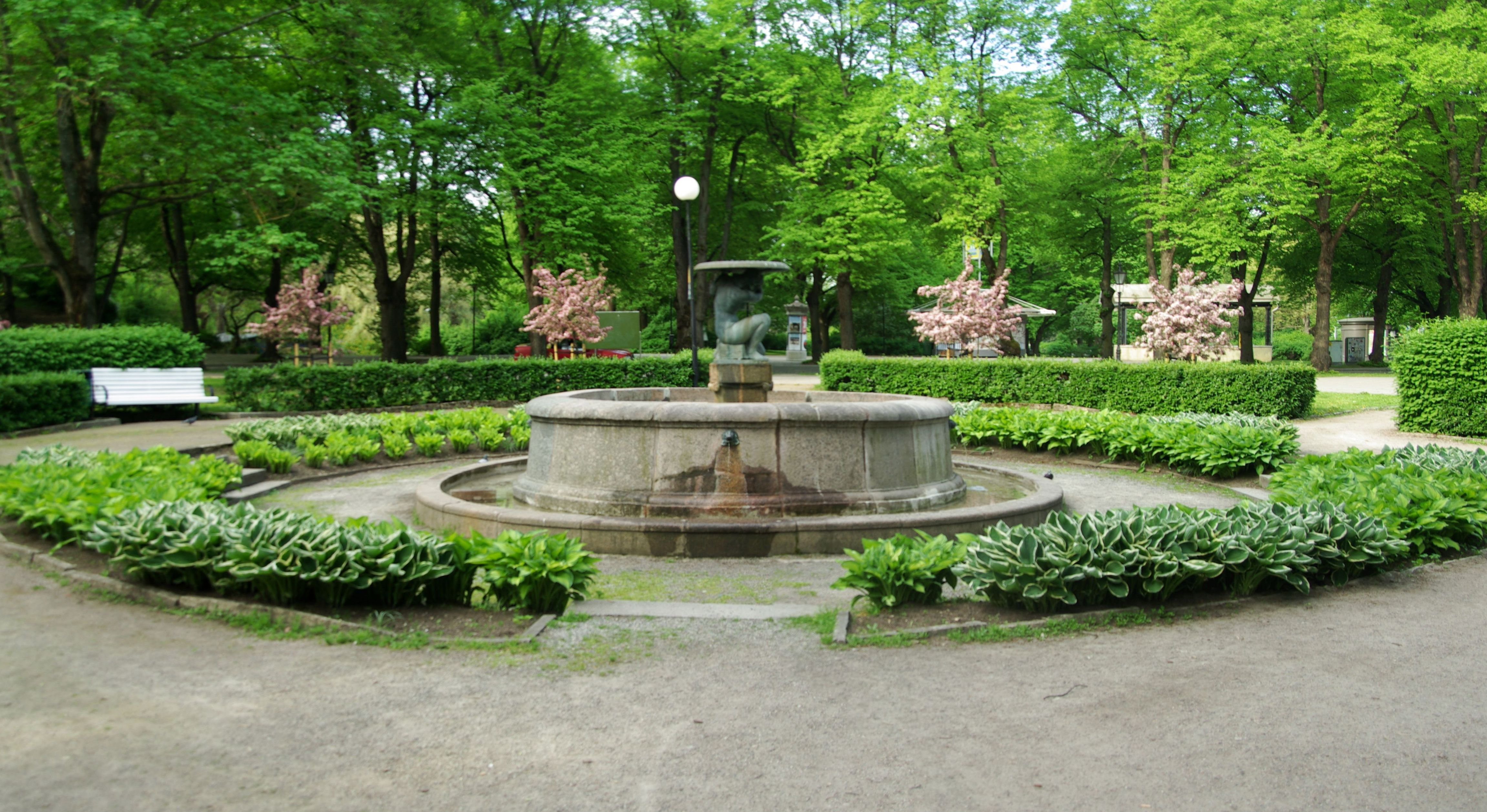
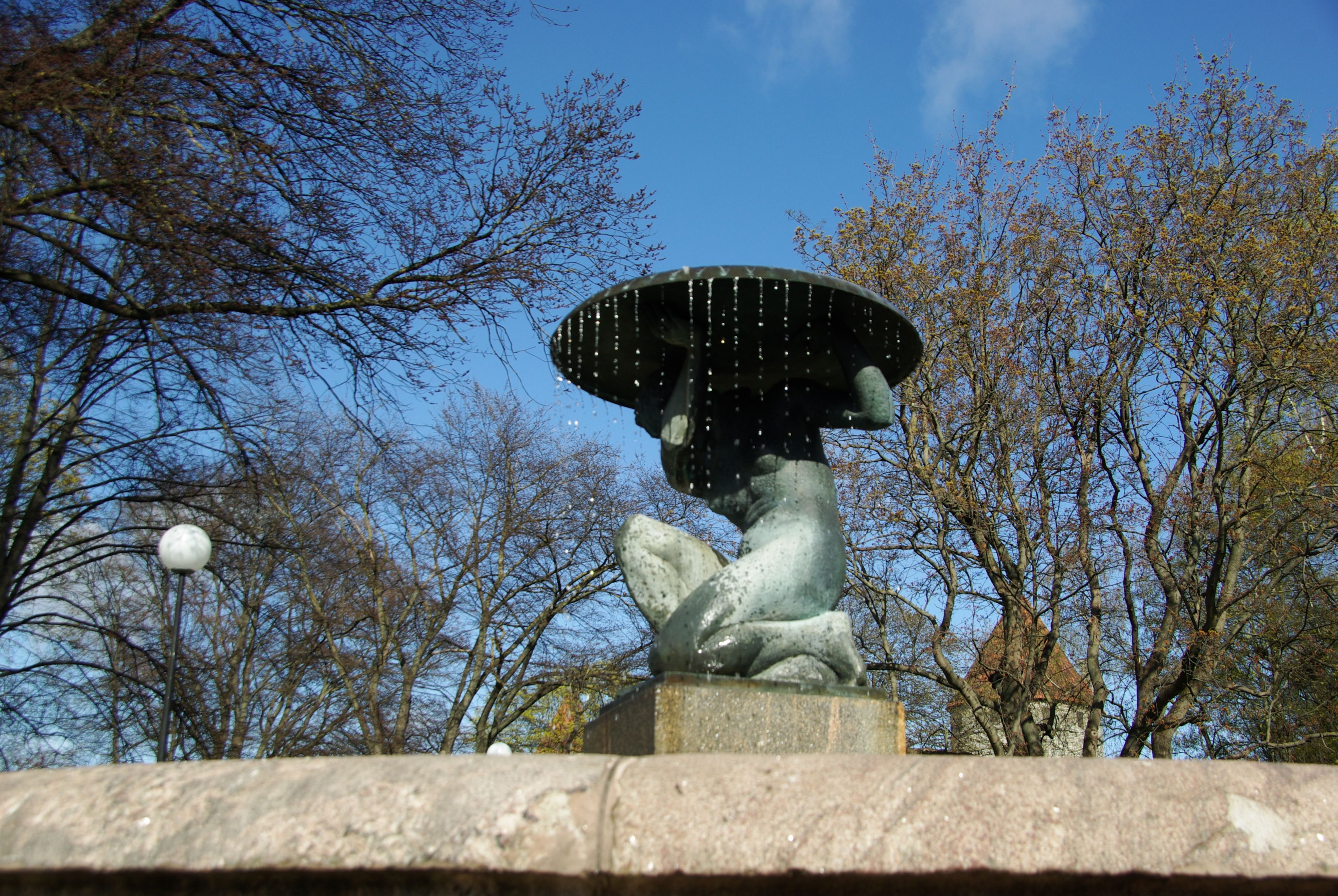
La Femme au bassin.